# Baidyabati
Baidyabati (bengali বৈদ্যবাটী) är en stad längs Huglifloden i Indien, och är belägen i distriktet Hugli i delstaten Västbengalen. Staden, Baidyabati Municipality, ingår i Calcuttas storstadsområde och hade cirka 120 000 invånare vid folkräkningen 2011.